# História de Toulouse
A história de Toulouse, em Midi-Pyrénées, sul da França, tem origem nos tempos antigos. Depois da dominação romana, a cidade foi dominada pelos francos, visigodos, merovíngios e carolíngios. No final do século IX Toulouse foi a capital do condado de Toulouse.